# Stumpfschnecke
Die Stumpfschnecke (Rumina decollata) ist eine der zwei europäischen Arten aus der arten- und gattungsreichen, fast ausschließlich in den Tropen und Subtropen beheimateten Familie der Ahlenschnecken (Subulidae). Die Stumpfschnecke erhielt ihren (Art-)Namen, weil sie im Alter die obersten Teile des Gehäuses abwirft.

## Merkmale
Das Gehäuse ist schlank und konisch mit vielen Umgängen. Max. 8 bis 9 Umgänge werden ausgebildet, dann werden die obersten Teile des Gehäuses abgeworfen. Die Lücke wird von innen wieder verschlossen. Das ausgewachsene Tier hat nur (noch) etwa 3 bis 6 Umgänge. Das Gehäuse ist daher nur max. 40 mm hoch. Die Umgänge sind meist wenig gewölbt, die Nähte dadurch nicht sehr tief. Die Außenlinie ist bei den jugendlichen, noch nicht trunkierten Tieren sogar leicht konkav. Die Farbe ist bräunlich bis cremefarben und glänzend.  Die Oberfläche ist nur schwach mit Anwachsstreifen und sich kreuzenden Spiralstreifen ornamentiert. Die Öffnung ist eiförmig mit einfachen Rändern, selten mit verdickten Rändern.

## Vorkommen und Lebensweise
Die Stumpfschnecke ist im Mediterrangebiet (Südeuropa, Nordafrika, Westasien) weit verbreitet und kommt fast immer in Küstennähe vor. Sie lebt in trockenen, offenen Habitaten auf Steinen im Ödland oder Gebüsch auf meist kalkhaltigen Böden. In Südwestfrankreich dringt sie bis an die Garonne vor. Inzwischen ist die Art fast weltweit verschleppt. In den Golfstaaten der USA ist sie in manchen Gegenden die häufigste Schnecke und kann die Populationen anderer, kleinerer Schnecken beeinträchtigen. Die Tiere sind Zwitter, die sich gegenseitig befruchten, aber auch Selbstbefruchtung bei Partnermangel kommt vor. Sie legen sehr große, bis 2 mm im Durchmesser erreichende Eier mit einer festen Kalkschale. Die Lebenserwartung beträgt etwa 1½ Jahre, in denen etwa 200 bis 500 Eier gelegt werden. Sie fressen vor allem die Gelege von anderen Schnecken sowie andere kleinere Schnecken (vor allem Nacktschnecken) und Würmer. Sie werden daher schon zur biologischen Bekämpfung von unerwünschten Schnecken im Garten einsetzt. Aber auch zerfallendes Pflanzenmaterial und lebende Pflanzen wurden unter Laborbedingungen gefressen.